# Emilio Martínez
Emilio Martínez, född den 10 april 1981 i Concepción, Paraguay, är en paraguayansk fotbollsspelare. Vid fotbollsturneringen under OS 2004 i Aten deltog han det paraguayanska U23-laget som tog silver.